# Fulham F.C.
Fulham Football Club (wymowa: /ˈfʊləm/) – angielski klub piłkarski mający siedzibę w Londynie w dzielnicy Hammersmith and Fulham założony w 1879 roku. Fulham jest najstarszym zawodowym klubem piłkarskim w Londynie (najstarszym klubem jest półzawodowy Cray Wanderers).
Klub spędził 25 sezonów w pierwszej lidze angielskiej biorąc pod uwagę ostatnie lata i lata 60. W 1975 roku zagrał w finale Pucharu Anglii, jednak przegrał z West Ham United 2-0. Jedyne europejskie trofeum to Puchar Intertoto zdobyty w 2002 roku. W sezonie 2009/2010 Fulham dotarł do finału Ligi Europy gdzie przegrał z Atletico Madryt.

## Historia

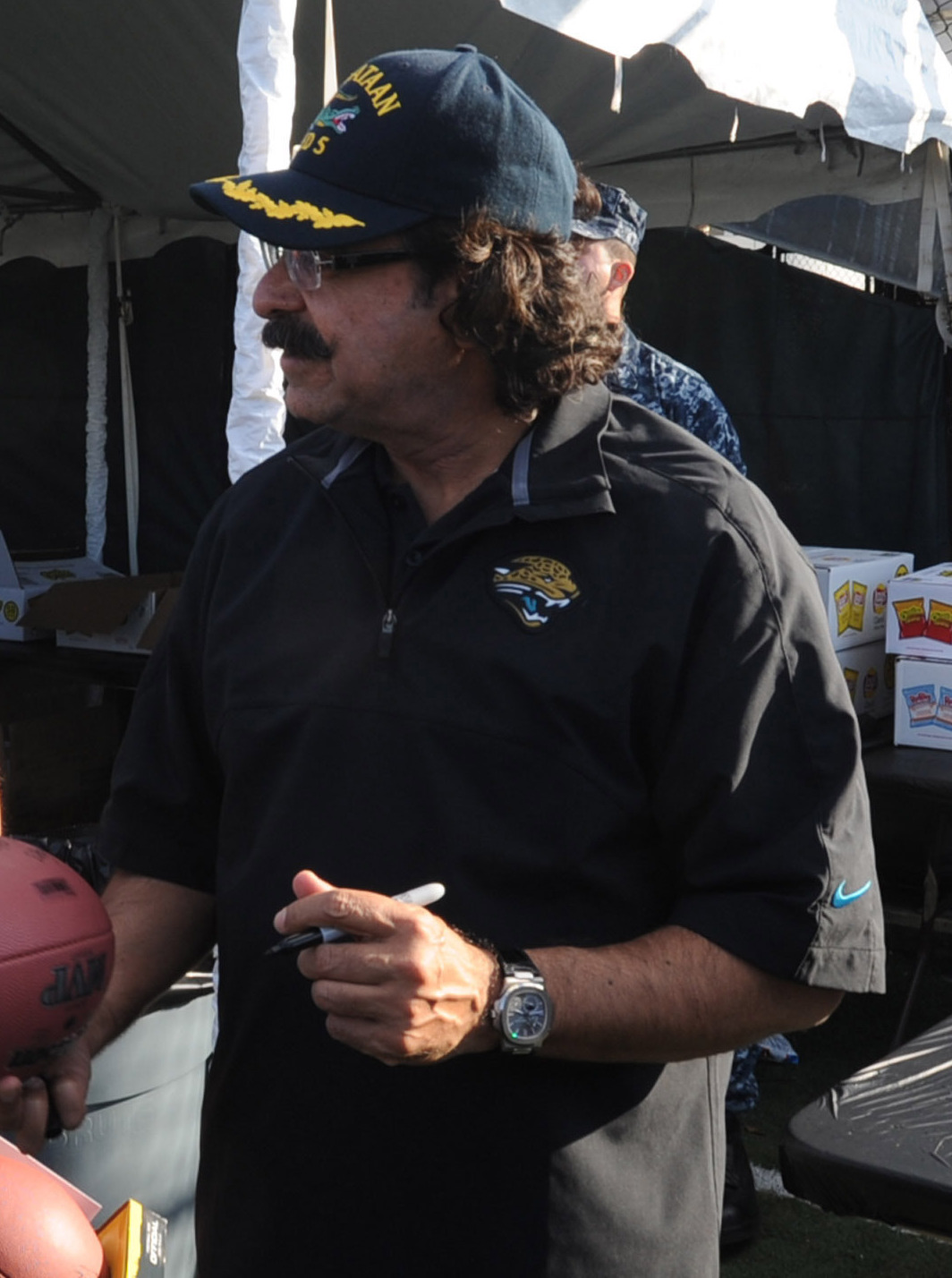
Właściciel klubu Shahid Khan

Klub został założony w 1879 roku jako Fulham St Andrew’s Church Sunday School przez wyznawców Kościoła Anglii z Kensington. W październiku 1885 zespół rozegrał swój pierwszy mecz w rozgrywkach piłkarskich. Było to spotkanie w ramach London FA Cup z zespołem Hendon, przegrane 0:9. W następnym sezonie Fulham wygrał rozgrywki West London Cup, wygrywając w finale 2:1 z drużyną St Matthew’s. W grudniu 1888 roku klub zmienił swoją nazwę na Fulham Football Club, której używa do dziś. W sezonie 1892/1893 Fulham wygrał rozgrywki West London League, a cztery lata później rozpoczął grę w Second Division London League. 12 grudnia 1898 roku Fulham stał się zawodowym klubem i w tym samym roku dołączył do Second Division Southern League. W sezonie 1900/1901 klub przyjął czerwono-białe barwy. Od 1903 oficjalne stroje meczowe są białe.
W sezonie 1899/1900 Fulham zajął drugie miejsce w Second Division, ale przegrał mecz o awans z Thames Ironworks. W sezonach 1901/1902 i 1902/1903 klub wygrał rozgrywki ligowe, jednak nie zdołał zwyciężyć w meczu decydującym o awansie. Mimo to zdecydowano się powiększyć First Division i Fulham awansował do najwyższej klasy rozgrywek Southern League.
W 1904 roku klub zatrudnił Harry’ego Bradshawa na stanowisku menadżera zespołu. W sezonie 1905/1906 Fulham wygrał rozgrywki Southern League i rok później powtórzył to osiągnięcie. W sezonie 1907/1908 stał się członkiem Football League i rozpoczął grę w Second Division. W tym samym roku zespół doszedł do półfinału Pucharu Anglii. Po dwudziestu latach klub spadł do Third Division, ale po czterech sezonach awansował do Second Division. W sezonie 1935/1936 Fulham powtórzył wcześniejsze osiągnięcie – doszedł do półfinału krajowego pucharu. W czasie II wojny światowej oficjalne rozgrywki piłkarskie w Anglii zostały zawieszone.
Po zakończeniu wojny, w sezonie 1948/1949 klub wygrał rozgrywki Second Division i awansował do najwyższej ligi piłkarskiej w Anglii. Po trzech latach ponownie spadł do drugiej ligi, a po siedmiu kolejnych sezonach powrócił do First Division. Pod koniec lat 60. klub przeżył spadek formy – w ciągu dwóch lat trafił do trzeciej ligi. Szybko jednak awansował do Second Division, gdzie grał do 1980 roku, kiedy to ponownie został zdegradowany do niższej ligi.
Po kilkunastu latach gry, Fulham roku spadł do czwartej ligi w 1994. Trzy lata później zdołał awansować o ligę wyżej, a w sezonie 1999/2000 występował w drugiej lidze. Rok później klub wygrał rozgrywki ligowe i awansował do Premier League. W roli beniaminka zespół zajął 13. miejsce. W rozgrywkach FA Cup, Fulham dotarł do półfinału, ale po konfrontacji z Chelsea, odpadł z rozgrywek. 17 kwietnia 2003 r., z funkcji menedżera zespołu zwolniony został Jean Tigana, a posadę zajął Chris Coleman.
Kolejne rozgrywki Premier League dla klubu ze stolicy były bardziej udane, pod względem wyników w lidze. Najlepszym strzelcem został Louis Saha, który zanotował 13 trafień (rozgrywki Premier League). 18 lipca 2004 roku do londyńskiego klubu dołączył napastnik Andrew Cole, wcześniej występujący m.in.: w Manchesterze United i Arsenalu. W sezonie 2006/2007 z funkcji trenera klubu został zwolniony Chris Coleman, a na jego miejsce chwilowo zatrudniono Lawriego Sancheza. Pod koniec grudnia funkcję stałego trenera objął Roy Hodgson. Pod jego wodzą Fulham w sezonie 2008-9 zajęło siódme miejsce w Premier League.
W sezonie 2009/2010 klub zajął 12. miejsce w lidze oraz dotarł do finału Ligi Europy, w którym przegrał 1:2 z Atlético Madryt. W dniu 29 lipca 2010, na stanowisko trenera został mianowany Mark Hughes. Największą sensacją tego sezonu była wygrana 4:0 z Tottenhamem. W dniu 2 czerwca 2011 Hughes zrezygnował z pracy w Fulham. Klub ostatecznie zajął 8. miejsce w lidze.
7 czerwca 2011 roku Martin Jol podpisał 2-letni kontrakt z Fulham. Pierwszy mecz nowy menedżer rozegrał w Lidze Europy, wygrywając to spotkanie 0:3. W lidze zaś chwalono Jola za zwycięstwo z Queens Park Rangers 6:0. W pucharze Anglii Fulham odpadło w 4. rundzie przegrywając z Evertonem 2:1.
W sezonie 2012/2013 Fulham zajęło 12. miejsce w ligowej tabeli.
W lipcu 2013 roku właścicielem klubu został pakistański biznesmen Shahid Khan. Kupił on Fulham za około 150-200 milionów funtów, jednak oficjalna kwota nie została potwierdzona.
1 grudnia 2013 posadę trenerską stracił Martin Jol, ponieważ jego drużyna spisywała się bardzo słabo. Jego miejsce zajął René Meulensteen.

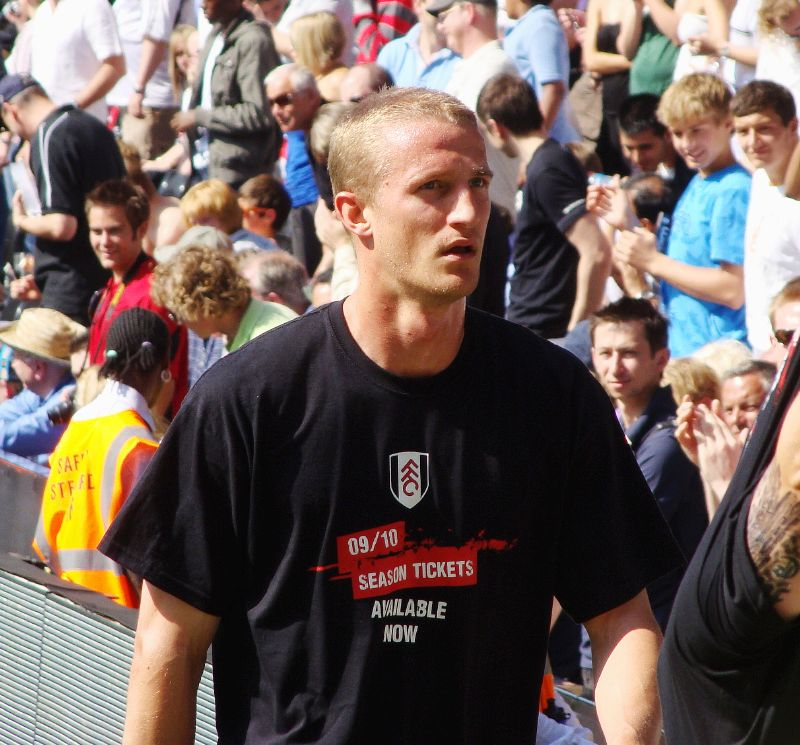
Brede Hangeland grał przez sześć lat w Fulham

14 lutego 2014 roku René Meulensteen został zastąpiony przez niemieckiego szkoleniowca Felixa Magatha.
3 maja w 37. kolejce angielskiej Premier League po przegranej 1:4 ze Stoke City Fulham spadło do Championship.
8 lipca 2014 dołączył napastnik Leeds United – Ross McCormack, stając się tym samym najdroższym piłkarzem zakupionym przez klub z Championship.
Na zapleczu Premier League Fulham grało bardzo słabo i 18 września 2014 Felix Magath został zwolniony z funkcji menadżera. Jego miejsce zajął Kit Symons.
28 października 2014 klub ze stolicy odpadł z Pucharu Ligi Angielskiej przegrywając z Derby County 2:5, zaś 3 lutego 2015 przegrał mecz powtórkowy 4. rundy Pucharu Anglii z Sunderlandem.
27 grudnia 2015 roku nowym trenerem został Slavisa Jokanović. Fulham sezon 2015/16 zakończyło na 20. miejscu w tabeli, ostatecznie utrzymując się w Championship.
26 maja 2018 Fulham powróciło do Premier League, wygrywając w finale baraży na Wembley 1:0 z Aston Villą.

## Sukcesy
- finał Ligi Europy w sezonie 2009/2010
- Puchar Intertoto w 2002 roku
- finał Pucharu Anglii w sezonie 1974/75

## Europejskie puchary
Legenda do wszystkich tabel:
- Q – runda eliminacyjna, 1/16, 1/8, 1/4, 1/2 – odpowiednia faza rozgrywek, Grupa – runda grupowa, 1r gr – pierwsza runda grupowa, 2r gr – druga runda grupowa, F – finał, R – runda, PO – play-off
- k. – rzuty karne, los. – losowanie, Dogr. – dogrywka, w. – zasada bramek strzelonych na wyjeździe

| Sezon   | Rozgrywki        | Runda   | Klub                    | Dom            | Wyjazd         | Ogólnie        |
| ------- | ---------------- | ------- | ----------------------- | -------------- | -------------- | -------------- |
| 2002/03 | Puchar Intertoto | 2R      | Haka                    | 0–0            | 1–1            | 1–1, w.        |
| 2002/03 | Puchar Intertoto | 3R      | AO Egaleo               | 1–0            | 1–1            | 2–1            |
| 2002/03 | Puchar Intertoto | 1/2     | FC Sochaux-Montbéliard  | 1–0            | 2–0            | 3–0            |
| 2002/03 | Puchar Intertoto | F       | Bologna FC              | 3–1            | 2–2            | 5–3            |
| 2002/03 | Puchar UEFA      | 1Q      | Hajduk Split            | 2–2            | 1–0            | 3–2            |
| 2002/03 | Puchar UEFA      | 2Q      | Dinamo Zagrzeb          | 2–1            | 3–0            | 5–1            |
| 2002/03 | Puchar UEFA      | 3Q      | Hertha BSC              | 0–0            | 1–2            | 1–2            |
| 2009/10 | Liga Europy      | 3Q      | Vėtra                   | 3–0            | 3–0            | 6–0            |
| 2009/10 | Liga Europy      | PO      | Amkar Perm              | 3–1            | 0–1            | 3–2            |
| 2009/10 | Liga Europy      | Grupa E | FC Basel                | 1–0            | 3–2            | 2. miejsce     |
| 2009/10 | Liga Europy      | Grupa E | CSKA Sofia              | 1–0            | 1–1            | 2. miejsce     |
| 2009/10 | Liga Europy      | Grupa E | AS Roma                 | 1–1            | 1–2            | 2. miejsce     |
| 2009/10 | Liga Europy      | 1/16    | Szachtar Donieck        | 2–1            | 1–1            | 3–2            |
| 2009/10 | Liga Europy      | 1/8     | Juventus F.C.           | 4–1            | 1–3            | 5–4            |
| 2009/10 | Liga Europy      | 1/4     | VfL Wolfsburg           | 2–1            | 1–0            | 3–1            |
| 2009/10 | Liga Europy      | 1/2     | Hamburger SV            | 2–1            | 0–0            | 2–1            |
| 2009/10 | Liga Europy      | F       | Atlético Madryt         | 1–2 (N), Dogr. | 1–2 (N), Dogr. | 1–2 (N), Dogr. |
| 2011/12 | Liga Europy      | 1Q      | NSÍ Runavík             | 3–0            | 0–0            | 3–0            |
| 2011/12 | Liga Europy      | 2Q      | Crusaders               | 4–0            | 3–1            | 7–1            |
| 2011/12 | Liga Europy      | 3Q      | RNK Split               | 2–0            | 0–0            | 2–0            |
| 2011/12 | Liga Europy      | PO      | Dnipro Dniepropietrowsk | 3–0            | 0–1            | 3–1            |
| 2011/12 | Liga Europy      | Grupa K | FC Twente               | 1–1            | 0–1            | 3. miejsce     |
| 2011/12 | Liga Europy      | Grupa K | Odense                  | 2–2            | 2–0            | 3. miejsce     |
| 2011/12 | Liga Europy      | Grupa K | Wisła Kraków            | 4–1            | 0–1            | 3. miejsce     |

## Trenerzy
Stan na sierpień 2022
| Imię i nazwisko   | Kraj    | Lata      |
| ----------------- | ------- | --------- |
| Harry Bardshaw    | Anglia  | 1904–1909 |
| Phil Kelso        | Szkocja | 1909–1924 |
| Andy Ducat        | Anglia  | 1924–1926 |
| Joe Bradshaw      | Anglia  | 1926–1929 |
| Ned Liddell       | Anglia  | 1929–1931 |
| James McIntyre    | Anglia  | 1931–1934 |
| Jimmy Hogan       | Anglia  | 1934–1935 |
| Jack Peart        | Anglia  | 1935–1948 |
| Frank Osborne     | Anglia  | 1948–1949 |
| Bill Dodgin, Sr.  | Anglia  | 1949–1953 |
| Frank Osborne     | Anglia  | 1953–1956 |
| Doug Livingstone  | Szkocja | 1956–1958 |
| Bedford Jezzard   | Anglia  | 1958–1964 |
| Vic Buckingham    | Anglia  | 1965–1968 |
| Bobby Robson      | Anglia  | 1968      |
| Bill Dodgin, Jr.  | Anglia  | 1969–1972 |
| Alec Stock        | Anglia  | 1972–1976 |
| Bobby Campbell    | Anglia  | 1976–1980 |
| Malcolm MacDonald | Anglia  | 1980–1984 |
| Ray Harford       | Anglia  | 1984–1986 |
| Ray Lewington     | Anglia  | 1986–1990 |
| Alan Dicks        | Anglia  | 1990–1991 |
| Don Mackay        | Szkocja | 1991–1994 |

| Imię i nazwisko   | Kraj              | Lata      |
| ----------------- | ----------------- | --------- |
| Ian Branfoot      | Anglia            | 1994–1996 |
| Micky Adams       | Anglia            | 1996–1997 |
| Ray Wilkins       | Anglia            | 1997–1998 |
| Kevin Keegan      | Anglia            | 1998–1999 |
| Frank Sibley      | Anglia            | 1999      |
| Paul Bracewell    | Anglia            | 1999–2000 |
| Karl-Heinz Riedle | Niemcy            | 2000      |
| Jean Tigana       | Francja           | 2000–2003 |
| Chris Coleman     | Walia             | 2003–2007 |
| Lawrie Sanchez    | Irlandia Północna | 2007      |
| Ray Lewington     | Anglia            | 2007      |
| Roy Hodgson       | Anglia            | 2007–2010 |
| Mark Hughes       | Walia             | 2010–2011 |
| Martin Jol        | Holandia          | 2011–2013 |
| René Meulensteen  | Holandia          | 2013-2014 |
| Felix Magath      | Niemcy            | 2014      |
| Kit Symons        | Walia             | 2014-2015 |
| Peter Grant       | Szkocja           | 2015      |
| Stuart Gray       | Anglia            | 2015      |
| Slaviša Jokanović | Serbia            | 2015–2018 |
| Claudio Ranieri   | Włochy            | 2018-2019 |
| Scott Parker      | Anglia            | 2019–2021 |
| Marco Silva       | Portugalia        | 2021–     |

## Producenci i sponsorzy od roku 1974
| - 1974–1977: Umbro - 1977–1981: Adidas - 1981–1984: Osca - 1984–1987: Umbro - 1987–1990: Scoreline - 1990–1992: Ribero - 1992–1993: DMF Sportswear - 1993–1996: Vandanel - 1996–1997: Le Coq Sportif - 1997–2003: Adidas - 2003–2006: Puma - 2006–2007: Airness - 2007–2010: Nike - 2010–2013: Kappa - 2013–: Adidas | - 1974–1984: Brak - 1984–1985: William Younger - 1985–1987: Prestige Travel - 1987: Brak - 1988: Emirates - 1988–1991: TeleConnect - 1991–1993: Brak - 1993–1998: GMB - 1998–2001: Demon Internet - 2001–2002: Pizza Hut - 2002–2003: Betfair.com - 2003–2005: dabs.com - 2005–2007: Pipex - 2007–2010: LG - 2010–2013: FxPro - 2013–2015 : Marathonbet - 2015–: Visit Florida |

## Obecny skład
Aktualny na 16 sierpnia 2024
| Nr | Poz. | Piłkarz               |
| -- | ---- | --------------------- |
| 1  | BR   | Bernd Leno            |
| 2  | OB   | Kenny Tete            |
| 3  | OB   | Calvin Bassey         |
| 6  | PO   | Harrison Reed         |
| 7  | NA   | Raúl Jiménez          |
| 8  | NA   | Harry Wilson          |
| 9  | NA   | Rodrigo Muniz         |
| 10 | PO   | Tom Cairney (kapitan) |
| 11 | NA   | Adama Traoré          |
| 15 | OB   | Jorge Cuenca          |
| 17 | NA   | Alex Iwobi            |

| Nr | Poz. | Piłkarz          |
| -- | ---- | ---------------- |
| 18 | PO   | Andreas Pereira  |
| 20 | PO   | Saša Lukić       |
| 21 | OB   | Timothy Castagne |
| 23 | BR   | Steven Benda     |
| 28 | NA   | Jay Stansfield   |
| 30 | OB   | Ryan Sessegnon   |
| 31 | OB   | Issa Diop        |
| 32 | PO   | Emile Smith Rowe |
| 33 | OB   | Antonee Robinson |
|    | OB   | Kevin Mbabu      |
|    | NA   | Carlos Vinícius  |

### Piłkarze na wypożyczeniu
| Nr | Poz. | Piłkarz                                         |
| -- | ---- | ----------------------------------------------- |
|    | PO   | Luke Harris (w Birmingham City do 31 maja 2025) |

## Sztab szkoleniowy
| Portugalia | Marco Silva     | Menedżer                  |
| Anglia     | Stuart Gray     | Asystent trenera          |
| Hiszpania  | Javier Pereira  | Trener pierwszego zespołu |
| Hiszpania  | Alberto Escobar | Trener pierwszego zespołu |
| Walia      | Steve Wigley    | Główny trener akademii    |
| Anglia     | Tim Flowers     | Trener bramkarzy          |

## Derby zachodniego Londynu
Mecze z Chelsea to dla kibiców jedne z najważniejszych pojedynków w sezonie. Pierwsze oficjalne spotkanie pomiędzy tymi drużynami odbyło się 3 grudnia 1910 roku w ramach rozgrywek English Division 2. Fulham wygrało ten mecz 1:0. Pierwsze zwycięstwo Chelsea miało miejsce cztery miesiące później – 8 kwietnia 1911 roku. The Blues wygrali tamto spotkanie 2:0.
| Wszystkie mecze | Wszystkie mecze   | Wszystkie mecze | Wszystkie mecze    |
| Mecze           | Zwycięstwa Fulham | Remisy          | Zwycięstwa Chelsea |
| --------------- | ----------------- | --------------- | ------------------ |
| 76              | 9                 | 25              | 42                 |

## Sukcesy
| Zdobywca                                     | Liczba zwycięstw | Lata                            |
| Liga                                         | Liga             | Liga                            |
| -------------------------------------------- | ---------------- | ------------------------------- |
| Football League First Division (mistrz)      | 2                | 2000/2001                       |
| Football League First Division (wicemistrz)  | 1                | 1958/1959                       |
| Football League Second Division (mistrz)     | 2                | 1931/1932, 1948/1949, 1998/1999 |
| Football League Second Division (wicemistrz) | 1                | 1970/1971                       |
| Football League Third Division (wicemistrz)  | 1                | 1996/1997                       |
| Southern League (mistrz)                     | 2                | 1905/1906, 1906/1907            |
| Krajowe puchary                              |                  |                                 |
| FA Cup (finalista)                           | 1                | 1975                            |
| Europejskie puchary                          |                  |                                 |
| Liga Europy (finalista)                      | 1                | 2010                            |
| Puchar Intertoto (zwycięzca)                 | 1                | 2002                            |
| Anglo-Scottish Cup (finalista)               | 1                | 1975                            |
| Inne                                         |                  |                                 |
| London Challenge Cup (zwycięzcy)             | 1                | 1910                            |
| MLS All-Star Challenge (finalista)           | 1                | 2005                            |